# Maryse Choisy
Pour les articles homonymes, voir Choisy (homonymie).
Maryse Choisy est une écrivaine et journaliste française, née le 1er février 1903 à Saint-Jean-de-Luz et morte à Paris le 21 mars 1979. Elle est la fondatrice de la revue Psyché. Revue internationale de psychanalyse et des sciences de l'homme (1946-1963).

## Biographie

### Famille
Née de parents officiellement inconnus et décédés, Maryse Choisy est élevée par deux tantes dont la comtesse de Anne de Brémond dans un milieu mondain, cultivé et non conformiste.

### Formation
Maryse Choisy et sa tante partent vivre à Londres à l'issue de la Première Guerre mondiale, Maryse Choisy étant bachelière à 15 ans. Elle fait ses études universitaires à Cambridge au Girton College, où elle prépare une thèse sur les systèmes de philosophie Sâmkhya,. Elle part ensuite enseigner un an en Inde et découvrir la Chine.
En 1926, elle soutient sa thèse sur « Les systèmes de philosophie védanta et sâmkhya» à Paris.

### Vie privée
Le 28 avril 1932, Maryse Choisy donne naissance à Neuilly-sur-Seine à une fille qu'elle prénomme Colette en hommage à l'écrivain qui en est par ailleurs la marraine. Le parrain est l'écrivain monarchiste André de Fouquières.
Elle se marie le 28 septembre 1939 à Saint-André-d'Ornay, en Vendée, avec le journaliste Maxime Clouzet (1900-1987), directeur de l'hebdomadaire politique Axes depuis 1938, et collaborateur de divers journaux, dont La Concorde (depuis 1934), Les Hommes du jour (en 1937).
Elle rencontre Pierre Teilhard de Chardin en 1939 et se convertit au catholicisme. Elle décide alors de retirer de la vente Un mois chez les filles,.
Ses obsèques se déroulent le 27 mars 1979 à l'église Saint-Honoré d'Eylau.

## Découverte de la psychanalyse et création de la revuePsychéen 1946
Nourrissant des doutes sur ses origines, Maryse Choisy se rend à Vienne en 1925 pour consulter Freud. Elle a un premier contact avec la psychanalyse en 1927, devenant brièvement la patiente de Freud qui aurait eu l'intuition qu'elle était une « enfant illégitime ». Elle reprend après 1946 des séances d'analyse avec René Laforgue et Maurice Bouvet.
Elle se consacre à la psychanalyse, qu'elle estime capable de contribuer durablement au bonheur du genre humain. Dans un contexte d'essor de la psychanalyse féminine, et en raison de la relative fermeture du monde éditorial à ces idées, elle fonde en 1946 avec son mari Maxime Clouzet, la revue Psyché. Le comité de parrainage est composé de personnalités telles que Louis de Broglie, Pierre Teilhard de Chardin, Pierre Janet, Charles Baudouin, Edouard Toulouse, Charles Odier. De nombreux textes psychanalytiques y sont publiés pour la première fois, notamment ceux de Pierre Bachelard, Juliette Favez-Boutonier, André Berge, Jacques Lacan, Françoise Dolto, René Laforgue et Georges Mauco. Elle y publie très régulièrement, notamment à propos de la sexualité féminine.
Après sa conversion au catholicisme, Maryse Choisy fonde, avec Leycester King, l'Association internationale de psychothérapie et de psychologie catholique, destinée à faciliter les relations entre l'Église catholique et la psychanalyse. Elle en sera présidente jusqu’à son décès.

## Journalisme
Travaillant pour assurer son indépendance, elle pratique un journalisme d'immersion. Nicole G. Albert souligne l'aspect novateur en France (Nellie Bly étant la pionnière du journalisme d'immersion à la fin du XIXe) de cette démarche d'immersion dans un environnement afin de mieux le dépeindre. Dans L'Intransigeant, elle dépeint ainsi son expérience de vendangeuse vécue en 1927, article qui remporte un vif succès. Pour le compte du même journal, elle poursuit son expérience en endossant tour à tour le rôle d'une "ouvrière, mannequin, infirmière, vendeuse, chauffeuse de taxi, dompteuse".
Elle n'hésite pas à se faire enlever les seins en 1929 afin de conduire son reportage sur les moines du mont Athos, expérience qu'elle relate dans Un mois chez les hommes (1929). Elle publie également L'Amour dans les prisons (1930) à partir d'une enquête de terrain. Elle y décrit que l’abstinence forcée, l’absence du sexe opposé conduisent n'importe qui à des comportements sexuels non conformistes et elle défend des conditions de détention plus souples.

## Travaux sur les femmes
D'après Nicole G. Albert, Maryse Choisy se situe « à la périphérie des luttes féministes [...] mais est l'une des premières à faire sortir le prolétariat féminin de l'invisibilité et des clichés discriminatoires ». Elle défend l'autonomie sexuelle des femmes et leur droit au plaisir.
Elle participe en 1927 à l'ouvrage collectif La femme émancipée, contribution à travers laquelle certains observateurs ont lu une vision désabusée et mitigée du féminisme : « Nous courons à l’émancipation comme un païen déçu vers un nouveau Dieu, comme un dilettante blasé vers une volupté inédite, comme un enfant vers un jouet inconnu. Nous revêtons la liberté comme on change de souffrance, comme on abandonne le rythme de ses joies et de ses douleurs passées avec la robe qu’on a portée au printemps, que l’on ne mettra plus, jamais plus… ».
En 1928, elle publie Un mois chez les filles, ouvrage sur la prostitution qui relate son enquête dans une maison close où elle travaille comme femme de chambre. Dans cet ouvrage, elle interroge les rapports entre les sexes et s'engage en faveur de l'abolition des maisons closes. Le livre est un succès en dépit d'une campagne de presse diffamatoire orchestrée par les propriétaires de maison close. Cela lui vaut d’être exclue du Lyceum Club et de l’Automobile Club Féminin.
Dans son ouvrage Dames seules (1932), elle explore le monde caché des lesbiennes.

## Littérature
Maryse Choisy est surtout connue comme écrivaine, intéressée de voir ce qui peut être apporté à la littérature par d'autres disciplines. En réaction au surréalisme, elle fonde en 1927 un mouvement qu'elle nomme le « suridéalisme », désignant ainsi le gisement conceptuel sur lequel il va pouvoir s'appuyer.
Elle va aussi se documenter directement aux sources quand elle le peut, allant jusqu'à passer un mois dans une maison de prostitution pour écrire son enquête Un mois chez les filles et à se travestir en jeune moine pour Un mois chez les hommes (où elle a, écrit-elle, refusé les avances d'un moine du mont Athos). Elle se pastichera ensuite elle-même dans d'autres Un mois chez....
En 1930, elle apparaît dans une revue de music-hall, tirée de Un mois chez les filles, au concert Mayol.
En 1944-1945, elle tient chez elle à Paris un salon.
La vocation des lettres ne la quitte pas après sa conversion, et elle en rédige l'histoire (Sur le chemin de Dieu on rencontre d’abord le diable et Contes pour ma fille (1946), où le thème de la mort prend une importance particulière, même si un humour discret y est en permanence présent. Elle adapte dans l'un de ces contes le thème de la Petite Sirène, d'Andersen, en remplaçant la sirène par une sylphide et le marin par un aviateur, occasion de propos mi-compréhensifs, mi-désabusés, sur les hommes en général. Dernier clin d'œil au suridéalisme, le héros de l'une des histoires est un atome d'azote, qui se pose des questions sur son existence, connaît des liaisons malheureuses, et finira bombardé.
En 1947, elle lance le centre culturel de Royaumont qui se substitue aux Décades de Pontigny (qui n'ont pas survécu à la mort de leur fondateur). Durant cette période de l'après-guerre, Christian de la Mazière est son secrétaire.

## Religion
En 1965, Maryse Choisy prend part à un congrès inter-religieux dirigé par un maître sikh à New Delhi . Revenue à Paris, elle crée l’Alliance Mondiale des religions pour encourager le dialogue inter-religieux.